# گای برور
گای برور (انگلیسی: Gay Brewer؛ ۱۹ مارس ۱۹۳۲ – ۳۱ اوت ۲۰۰۷) یک گلف‌باز بود.